# 高田和加子
高田 和加子 (たかだ わかこ) は 日本のジャーナリストである。

## 経歴
2008年(平成20)年4月1日 NHKに入局。NHK岡山放送局、NHK広島放送局を経て、報道局国際部に配属。2015年(平成27)よりNHK台北支局に赴任。NHK沖縄放送局